# Псалом 44
Со́рок четвёртый псало́м — 44-й псалом из книги Псалтирь (45-й в масоретской нумерации). Известен по латинскому инципиту Eructavit cor meum verbum bonum, «Отрыгну сердце мое слово благо».
Псалом описывает брак израильского царя, его иноземную невесту и престол. Входит в число «царских» псалмов. Кроме того, христиане относят этот текст к «мессианским» псалмам, поскольку в свадебной песне отчётливо «проступают» образы небесного Жениха-Христа и невесты Христовой — Церкви.

## Контекст
Согласно надписанию, псалом создан сыновьями Кореевыми. Также в надписании содержится указание: шошаним . Ещё одно слово из написания, «учение», исходя из контекста, следует понимать как «размышления».
В надписании псалом также представлен как «песнь любви» (возможный перевод «свадебная песнь»). Это единственная свадебная песнь во всей Псалтири. Как любовная поэзия, 44-й псалом близок книге Песнь песней Соломона, однако эта связь имеет самый общий характер. Как и другие мессианские псалмы, этот текст выходит за рамки прославления земного царя и обращён к Мессии, слава Которого превыше любой земной царской славы.
Существуют разнообразные предположения об обстоятельствах возникновения и использования 44-го псалма, от эпиталамы на брачную церемонию конкретного царя (Соломона, Ахава или кого-то другого), до ритуала ежегодной культовой интронизации. Исследователь Ветхого Завета Ганс-Иоахим Краус отвергал оба предположения. По его мнению, лексика псалма действительно указывает на царскую свадьбу. Однако с одной стороны попытка привязать его к определённому персонажу противоречит многоразовому характеру использования псалма. С другой стороны, недооцениваются «пророчески изложенные выражения совершенства», которые «превосходят любое историческое описание царя».

## Богословие

### Стихи 2—6. Прославление царственного жениха
Во 2-м стихе псалмопевец свидетельствует об искренности («излилось из сердца») своего восторга и о том, что поэтическое произведение создано легко, как бы «на одном дыхании» («как трость скорописца»).
Слова восторга в 3—6 стихах могут относиться и к земному царю (Давиду, Соломону или кому-то ещё), но могут восприниматься и как обращённые к прообразу Христа «Ты прекраснее сынов человеческих», «благодать излилась из уст Твоих», «благословил Тебя Бог навеки».
Своего предназначения, господства в мире, цари часто добивались военным путём. Псалмопевец, восхваляя царя, прибегает к военным образам. Однако призывы «препоясаться мечом» и «воссесть на колесницу» для установления «истины и кротости и правды» уместны не только в адрес земных царей. Иисус Христос в некоторых отрывках Нового Завета и особенно в книге Откровение представлен Божественным Воителем с острым мечом, исходящим из уст; на белом коне; в одеждах, обагрённых кровью; и во главе небесного воинства (1:16, 19:11—16). И именно в 19-й главе книги Откровение описано вступление Христа в брак и переданы слова ангела «блаженны званые на брачную вечерю Агнца»(19:6).

### Стихи 7—10. Царь в полноте славы
В стихах 7 и 8 псалмопевец дважды прямо и однозначно обращается к герою псалма, как Богу: «престол Твой, Боже, вовек», «помазал Тебя, Боже, Бог Твой елеем радости»). Такое обращение не является непонятным. Наоборот, оно хорошо понятно, но при этом является настолько неожиданным и настолько выпадает из общего контекста, что во избежание приписыванию царю Божественного достоинства предлагалось много поправок либо толкований. Согласно одному из толкований, слово «элохим» могло означать судью — во времена Моисея судей так могли называть, как представителей Бога на земле (Исх. 21:6).
С точки зрения консервативного христианства в этом тексте под «Богом» следует понимать буквально Бога, открывающегося в личности Иисуса Христа как Мессии Ветхого Завета и как Бога, поклоняющегося Богу. Именно так в Новом Завете этот псалом трактует автор Послания к Евреям.

### Стихи 11—16. Обращение к невесте
Псалмопевец напутствует невесту советом забыть народ свой. Очевидно, невеста — дочь иноземного царя. Междинастические браки нередко заключались на Ближнем Востоке в политических целях. Однако теперь, не переставая быть царской дочерью, невеста должна полностью посвятить себя мужу и влиться в народ Божий. Став женой царя, она будет пользоваться почётом и уважением среди еврейского народа, она возвысится над многими сильными мира этого. Псалмопевец воспевает её красоту и богатство одежды, в то же время подчёркивая, что внутренняя красота невесты превосходит внешнюю.

### Стихи 17—18. Благословение брака
Псалмопевец говорит, что потомкам царя будет передано благословение этого брака и народы во многих поколениях воздадут славу помазаннику Божию. Если считать, что первоначально псалом адресовался Соломону и его невесте-иноземке, то следует признать, что события вышли за исторические рамки — царство Соломона распалось.
Совершенное царство под силу создать только Богу, который «проступает» в 44-м псалме в чертах и образе Царя. Нет сомнений, что так этот псалом понимал евангелист Иоанн, описывая по его мотивам брак Агнца в Откр. 19:6—21.

## Цитирование в Новом Завете
Фрагмент Пс. 44:7, 8 цитируется в 1-й главе Послания к Евреям (Евр. 1:8, 9). В этой главе автор послания, опираясь на целую цепочку цитат из различных псалмов, рассуждает о явном различии и превосходстве Христа над ангелами.
Автор послания в духе других еврейских толкователей своего времени понимал 44-й псалом как мессианский, а для него христологический. Автор понимал стихи 7—8  44-го псалма как буквальное пророчество о бесконечном царствовании Сына, которое явно исполнилось во Христе. Наконец, упоминание о «Боге, твоём Боге» в цитате неявно говорит о тринитарном взгляде, подтверждающим божественность Сына и делающим различие между ним и Отцом.
Цитата из 44-го псалма, показывая положение Сына как прославленного и царствующего Господа, ведёт читателя к кульминационному моменту всего ряда ветхозаветных цитат, цитирование в Евр. 1:13 фрагмента Пс. 109:1, обычно понимаемого в ранней Церкви как псалма превознесения.

## Богослужебное использование
Православие
44-й псалом поют по праздникам в навечерие Рождества и на вечерне Богоявления, в Благовещение на утрене. Отдельные стихи псалма поют по разным случаям.
Иудаизм
Псалом поют в утренних молитвах. 44-й псалом редко используется в литературе иудаизма. В некоторых работах псалом понимается с эсхатологической точки зрения как указание на грядущего царя. В Таргуме этот псалом понимается как мессианский (3-й стих — «о Царь Мессия, ты прекраснее сынов человеческих», 7-й стих — «престол твоей славы, о Господь»).
Католицизм
По уставу святого Бенедикта, псалом пели на утрени во вторник.

## Комментарии
1. ↑  Шошанним (ששנים‬) можно перевести как «лилии». Возможно, речь идёт о музыкальном инструменте в форме лилий. Другой вариант перевода «брачная песнь», что могло означать вступительное слово или же мелодию псалма[1].
2. ↑  Элохим (אֱלֹהִים‬).